# 오월지련
오월지련(五月之戀, Love Of May)은 대만에서 제작된 서소명 감독의 2004년 멜로/로맨스 영화이다. 진백림 등이 주연으로 출연하였고 톈좡좡 등이 제작에 참여하였다.

## 출연

### 주연
- 진백림
- 유역비

### 조연
- 전풍
- 진신굉
- 온상익
- 석금항
- 채승안
- 유언명
- 허안안

## 제작진
- 프로듀서: 서소명
- 녹음: 두독지
- 미술: 하소우